# 倒卵叶南烛
倒卵叶南烛（学名：Vaccinium bracteatum var. obovatum）为杜鹃花科越橘屬下的一个变种。

## 扩展阅读
- 維基物種上的相關：倒卵叶南烛